# Drogon de Champagne
Pour les articles homonymes, voir Drogon.
Drogo ou Drocus († 708), nom actuellement francisé en Drogon ou Dreux, duc de Champagne, est le fils aîné de Pépin de Herstal (v.645 † 714), maire des palais d'Austrasie, de Neustrie et de Bourgogne, et de Plectrude.

## Biographie
Il est nommé duc de Champagne en 690, puis duc des Bourguignons après 697. Il meurt au printemps de l'année 708 et son père le fait inhumer dans l'abbaye Saint-Arnoul de Metz,.

## Mariage et enfants
Dans le but de se concilier la noblesse de la Neustrie, son père le marie avec Adaltrude, fille de Berchaire, ancien maire du palais de Neustrie de 686 à 687, et d'Anstrude, elle-même fille de Waratton, également maire du palais de Neustrie de 680 à 686,, lequel était probablement apparenté à Ebroïn, maire du palais de Neustrie de 658 à 680.
De ce mariage sont nés quatre enfants :
- Arnulf († 723), cité comme duc en 704 et en 723 quand il se révolte contre Charles Martel ;
- Hugues († 730), abbé de Saint-Denis, de Fontenelle et de Jumièges, archevêque de Rouen en 719, évêque de Paris et de Bayeux en 723 ;
- Pépin († 723), cité avec ses frères dans une charte de 715 et en 723 quand il se révolte contre Charles Martel ;
- Godefried, cité avec ses frères dans une charte de 715 et en 723 quand il se révolte contre Charles Martel.